# Vicenç Thomàs
Vicenç de Paül Thomàs Mulet (Palma, 1 de marzo de 1958) es un médico y político español. Actualmente es diputado en el Parlamento de las Islas Baleares por el Partido Socialista de las Islas Baleares y presidente del mismo entre 2019 y 2023. 

## Biografía
Estudió medicina y cirugía en la Universidad Autónoma de Barcelona, licenciándose en 1981 y ha realizado varios cursos de especialización. Es médico de cabecera.
Desde 1983 a 1984 formó parte del Servicio Especial de Urgencias del INSALUD en Hospital Son Dureta (Palma). De 1986 a 1988 fue MIR de Medicina Familiar y Comunitaria, entonces de 1989 a 1991 fue Médico Adjunto en el Área de Urgencias. Posteriormente fue médico de familia, primero en el Centro de Salud Son Cladera (1989-1991) y después en el Centro de Salud de Campo Redondo (1991-1999). A su vez, entre 1992 y 2000 fue tutor acreditado del Programa de Formación de Postgrado MIR de Medicina de familia. También lo compaginó con ser Presidente de la Sociedad Balear de Medicina Familiar y Comunitaria (SBMFiC) desde 1994 hasta 2001. Posteriormente fue nombrado Presidente de la Sociedad Española de Medicina de Familia y Comunitaria (semFYC) entre febrero de 2001 y noviembre de 2002.
Durante el Pacto de Progreso de 1999, en la V legislatura del Parlamento de las Islas Baleares, debido a una reorganización de la Consejería de Salud y Consumo para adquirir las transferencias del INSALUD en 2002, fue director general de Evaluación y Acreditación de la Consejería de Salud y Consumo que dirigía Aina Salom. Desde 1999 a 2002 había sido asesor de la Dirección General de Sanidad.
De 2003 a 2007 volvió a ser Médico de familia en el CS Campo Redondo. Paralelamente, entre 2004 y 2007 volvió a ser Tutor acreditado Programa Formación Postgrado MIR Medicina de familia y entre 2005 y 2007 también volvió a ocupar el puesto de Médico Adjunto en el Área de Urgencias de Son Dureta.
En las elecciones al Parlamento de las Islas Baleares de 2007 se presentó de número 5 por el PSIB en el Parlament. Salió elegido diputado pero renunció al escaño dos meses después, el 31 de agosto de 2007, para ser Consejero de Salud y Consumo.
En 2007, en julio, fue nombrado por el presidente del Gobierno de las Islas Baleares, Francesc Antich, consejero de Salud y Consumo del ejecutivo balear. Durante su mandato en la Consejería, se aprobó la Ley de Salud Pública de las Islas Baleares. La Ley tuvo por objeto la regulación de las actuaciones, prestaciones y servicios en materia de salud pública que se desarrollan en el ámbito territorial de la comunidad autónoma de las Islas Baleares y garantizar una adecuada coordinación y cooperación entre las diversas administraciones públicas implicadas, de acuerdo con los artículos 43 y concordantes de la Constitución Española, en el ejercicio de las competencias estatutaria y legalmente atribuidas. También salió adelante la Ley 1/2011, de 24 de febrero, de transformación de fundaciones del sector público sanitario de las Islas Baleares y de determinación del régimen jurídico de las fundaciones públicas sanitarias.
También se aprueba el Decreto ley 2/2009, de 8 de mayo, de medidas urgentes para la construcción de un nuevo hospital en la isla de Ibiza, el nuevo Hospital Can Misses.
Se volvió a presentar a las elecciones al Parlamento de las Islas Baleares de 2011, en este caso en el séptimo puesto de la lista del PSIB. Y desde ese momento ha salido elegido diputado en todas las siguientes legislaturas, yendo al cuarto puesto en 2015 y sexto en 2019.
Entre otras tareas, dentro de las comisiones del parlamento, ha sido miembro de la Comisión no permanente de investigación del Hospital Son Espases (Cas Son Espases) de noviembre de 2014 a marzo de 2015. Portavoz suplente del Grupo Parlamentario Socialista de junio 2011 a marzo de 2015. Presidente de la Comisión investigación autopistas Ibiza de julio 2016 a abril de 2017.
El 18 de junio de 2015, en la novena legislatura, fue elegido Vicepresidente Primero de la Mesa del Parlamento de las Islas Baleares. Y en la siguiente legislatura, el 20 de junio de 2019 fue elegido Presidente del Parlamento de las Islas Baleares.